# Juan José Míguez
Juan José Míguez (Buenos Aires, 12 de noviembre de 1918 - 1 de septiembre de 1995) fue un actor argentino de cine y radio.

## Biografía
En 1939 se inició como locutor de Radio Splendid y pasó luego a Radio Belgrano; debutó en cine en Tres hombres del río dirigido por Mario Soffici y al año siguiente lo hizo en el teatro como primera figura en Tres mil pesos con Eva Franco. Continuó su carrera teatral compartiendo el escenario con Mecha Ortiz, en Leocadia y en Feliz cumpleaños, también trabajó con Fanny Navarro y con Gloria Guzmán.
Filmó en 1945 junto a Eva Duarte en La cabalgata del circo y en La pródiga, estrenada esta última recién en 1984, y en 1948 lo hizo con la actriz italiana Doris Duranti en Alguien se acerca, que nunca se estrenó. Ya en su última etapa como actor de cine trabajó con Isabel Sarli en cuatro películas dirigidas por Armando Bo.
Trabajó en radio y en televisión. En 1947 participó en Radio El Mundo de la adaptación para radio del clásico del cine argentino  La Guerra Gaucha, como parte del  ciclo titulado Radiocine Lux, junto a Enrique de Rosas, Domingo Sapelli y Héctor Coire. El programa, que tuvo gran éxito, fue dirigido por Armando Discépolo.
En 1953 actuó en el teleteatro diario El hombre de aquella noche junto a Fernanda Mistral En 1954 trabajó junto a Mistral y a Fernando Heredia en Bedelia, una telenovela diaria en la que también tuvo a su cargo la puesta en escena.
En 1968 protagonizó la telenovela Sin amor de Alma Bressan con Estela Molly, María Vaner y Emilio Comte.
Juan José Míguez, que había estado casado con la actriz Lía Casanova y luego con Dorita Miguez, falleció en Buenos Aires, Argentina el 1° de septiembre de 1995.

## Filmografía
Actor
- Superagentes y titanes    (1983) .... Jefe
- A los cirujanos se les va la mano    (1980)
- Una mariposa en la noche    (1976)
- Furia infernal    (1973) .... Propietario de la tierra
- El deseo de vivir    (1973)
- Fiebre    (1971)
- Deliciosamente amoral    (1969)
- Asalto a la ciudad    (1968) .... Rodolfo
- La tentación desnuda    (1966) .... Junguero 2
- Una excursión a los indios ranqueles    (1965)
- Las ratas    (1963)
- Plaza Huincul (Pozo Uno)    (1960)
- Culpas ajenas    (1959)
- Hay que bañar al nene    (1958) Osvaldo Méndez Ibáñez
- El barro humano    (1955) Octavio Reyes
- Mercado de abasto    (1955) Jacinto Medina
- El gaucho y el diablo    (1952)
- Sala de guardia    (1952)
- Marido de ocasión    (1952)
- Río Turbio    (1952)
- La historia del tango    (1951) .... Ángel Villalva
- Derecho viejo    (1951) .... Eduardo Arolas
- Juan Mondiola    (1950)
- Valentina    (1950) .... Pedro López
- Lejos del cielo    (1950)
- Morir en su ley    (1949) .... Ernesto Álvarez
- Se llamaba Carlos Gardel    (1949) .... Razzano, Jose
- Alguien se acerca    (1948)
- Siete para un secreto    (1947)… Elmer
- Santos Vega vuelve    (1947) .... Santos Vega
- Romance musical    (1947)
- Celos    (1946)… Roberto
- La cabalgata del circo    (1945)
- La pródiga    (1945)
- Cuando la primavera se equivoca    (1944)
- El fin de la noche    (1944) …Daniel
- Tres hombres del río    (1943)

## Televisión
- Estación Terminal    (1980) Serie .... Abuelo
- El cuarteador    (1977) Serie .... Cardozo
- Malevo    (1972) Serie .... Vicente
- Bedelia ( 1954 ) telenovela
- El hombre de aquella noche (1953)telenovela

## Teatro
- Mi esposo tuvo una nena (1960)